# Championnats d'Europe de course en ligne de canoë-kayak 2011
Navigation
Trasona 2010 Zagreb 2012
Les championnats d'Europe de course en ligne de canoë-kayak se déroulent à Belgrade (Serbie) du 17 au 19 juin 2011.

## Résultats

### Hommes

#### Canoë
| Épreuve    | Or                                                          | Temps           | Argent                                                                                        | Temps           | Bronze                                                                           | Temps           |
| C-1 200 m  | Azerbaïdjan Valentyn Demyanenko                             | 39 s 855        | Espagne Alfonso Benavides Lopez De Ayala                                                      | 40 s 047        | Ukraine Yuriy Cheban                                                             | 40 s 161        |
| C-1 500 m  | Azerbaïdjan Valentyn Demyanenko                             | 1 min 50 s 681  | Pologne Paweł Baraszkiewicz                                                                   | 1 min 50 s 693  | Biélorussie Dzianis Harazha                                                      | 1 min 50 s 939  |
| C-1 1000 m | Allemagne Sebastian Brendel                                 | 3 min 47 s 155  | Roumanie Josif Chirila                                                                        | 3 min 49 s 645  | Espagne Jose Luis Bouza Pregal                                                   | 3 min 50 s 065  |
| C-1 5000 m | Allemagne Ronald Verch                                      | 24 min 07 s 383 | Espagne Jose Luis Bouza Pregal                                                                | 24 min 15 s 819 | Tchéquie Lukáš Koranda                                                           | 24 min 28 s 725 |
| C-2 200 m  | Lituanie Raimundas Labuckas Tomas Gadeikis                  | 37 s 416        | Biélorussie Aleksandr Vauchetskiy Dzmitry Rabchanka                                           | 37 s 866        | Hongrie Attila Bozsik Gábor Horváth                                              | 37 s 914        |
| C-2 500 m  | Roumanie Alexandru Dumitrescu Victor Mihalachi              | 1 min 41 s 641  | Azerbaïdjan Sergiy Bezugliy Maksym Prokopenko                                                 | 1 min 41 s 689  | Pologne Roman Rynkiewicz Mariusz Kruk                                            | 1 min 41 s 959  |
| C-2 1000 m | Russie Alexey Korovashkov Ilya Pervukhin                    | 3 min 28 s 584  | Biélorussie Andrei Bahdanovich Aliaksandr Bahdanovich                                         | 3 min 28 s 614  | Roumanie Victor Mihalachi Liviu Alexandru Dumitrescu Lazăr                       | 3 min 28 s 818  |
| C-4 1000 m | Hongrie Márton Tóth Mátyás Sáfran Mihály Sáfrán Róbert Mike | 3 min 16 s 042  | Biélorussie Andrei Bahdanovich Dzmitry Rabchanka Aliaksandr Bahdanovich Aleksandr Vauchetskiy | 3 min 16 s 270  | Russie Ivan Kuznetsov Rasul Ishmukhamedov Kirill Shamshurin Vladimir Chernyshkov | 3 min 16 s 528  |

#### Kayak
| Épreuve    | Or                                                                   | Temps           | Argent                                                        | Temps           | Bronze                                                          | Temps           |
| K-1 200 m  | Pologne Piotr Siemionowski                                           | 35 s 418        | Hongrie Péter Molnár                                          | 35 s 460        | Royaume-Uni Edward McKeever                                     | 35 s 538        |
| K-1 500 m  | Russie Yury Postrygay                                                | 1 min 39 s 418  | Suède Anders Gustafsson                                       | 1 min 39 s 532  | Danemark Kasper Bleibach                                        | 1 min 39 s 550  |
| K-1 1000 m | Allemagne Max Hoff                                                   | 3 min 22 s 485  | Biélorussie Aleh Yurenia                                      | 3 min 25 s 029  | Portugal Fernando Pimenta                                       | 3 min 25 s 881  |
| K-1 5000 m | Biélorussie Aleh Yurenia                                             | 20 min 45 s 612 | Norvège Eirik Verås Larsen                                    | 20 min 45 s 966 | Danemark René Holten Poulsen                                    | 21 min 04 s 908 |
| K-2 200 m  | Royaume-Uni Liam Heath Jonathan Schofield                            | 32 s 487        | Biélorussie Raman Piatrushenka Vadzim Makhneu                 | 32 s 775        | Suède Anders Svensson Christian Svanqvist                       | 32 s 793        |
| K-2 500 m  | Biélorussie Raman Piatrushenka Vadzim Makhneu                        | 1 min 30 s 355  | Slovaquie Erik Vlček Peter Gelle                              | 1 min 30 s 601  | Portugal Emanuel Silva João Ribeiro                             | 1 min 30 s 739  |
| K-2 1000 m | Allemagne Andreas Ihle Martin Hollstein                              | 3 min 07 s 095  | Russie Vitaly Yurchenko Vasily Pogreban                       | 3 min 07 s 827  | Hongrie Roland Kökény Rudolf Dombi                              | 3 min 08 s 205  |
| K-4 1000 m | Portugal Fernando Pimenta João Ribeiro Emanuel Silva David Fernandes | 2 min 49 s 618  | Allemagne Max Hoff Marcus Gross Norman Bröckl Robert Gleinert | 2 min 49 s 960  | Roumanie Ionel Gavrila Ştefan Vasile Toni Ioneticu Traian Neagu | 2 min 50 s 056  |

### Dames

#### Canoë
| Épreuve   |                                                      | Temps          |                                        | Temps          |                                      | Temps          |
| C-1 200 m | Russie Maria Kazakova                                | 50 s 455       | Allemagne Lydia Weber                  | 52 s 999       | Biélorussie Katsiaryna Herasimenka   | 53 s 275       |
| C-2 500 m | Biélorussie Katsiaryna Herasimenka Svitlana Tulupava | 2 min 14 s 554 | Hongrie Kincső Takács Dorina Obermayer | 2 min 14 s 554 | Russie Vetra Bardak Anastasia Ganina | 2 min 14 s 554 |

#### Kayak
| Épreuve    | Or                                                                        | Temps           | Argent                                                         | Temps           | Bronze                                                                 | Temps           |
| K-1 200 m  | Russie Natalia Lobova                                                     | 40 s 120        | Espagne María Teresa Portela                                   | 40 s 282        | Portugal Teresa Portela                                                | 40 s 300        |
| K-1 500 m  | Hongrie Danuta Kozák                                                      | 1 min 51 s 552  | Ukraine Inna Osypenko-Radomska                                 | 1 min 53 s 154  | Pologne Ewelina Wojnarowska                                            | 1 min 54 s 204  |
| K-1 1000 m | Hongrie Katalin Kovács                                                    | 3 min 55 s 232  | Serbie Antonija Nadj                                           | 3 min 57 s 716  | Pologne Edyta Dzieniszewska                                            | 4 min 02 s 732  |
| K-1 5000 m | Biélorussie Maryna Paltaran                                               | 23 min 12 s 661 | Royaume-Uni Lani Belcher                                       | 23 min 21 s 415 | Ukraine Ludmila Galushko                                               | 23 min 28 s 315 |
| K-2 200 m  | Hongrie Danuta Kozák Katalin Kovács                                       | 37 s 820        | Allemagne Tina Dietze Franziska Weber                          | 38 s 036        | Biélorussie Maryna Paltaran Volha Khudzenka                            | 38 s 300        |
| K-2 500 m  | Hongrie Tamara Csipes Katalin Kovács                                      | 1 min 40 s 207  | Pologne Aneta Konieczna Beata Mikolajczyk                      | 1 min 40 s 339  | Russie Yuliana Salakhova Anastasia Sergeeva                            | 1 min 41 s 671  |
| K-2 1000 m | Hongrie Tamara Csipes Gabriella Szabó                                     | 3 min 31 s 741  | Allemagne Franziska Weber Tina Dietze                          | 3 min 32 s 629  | Russie Anastasia Sergeeva Yuliana Salakhova                            | 3 min 34 s 927  |
| K-4 500 m  | Biélorussie Iryna Pamialova Nadzeya Papok Volha Khudzenka Maryna Paltaran | 1 min 33 s 088  | Hongrie Dalma Benedek Danuta Kozák Anna Karasz Gabriella Szabó | 1 min 34 s 006  | Allemagne Tina Dietze Carolin Leonhardt Silke Hoermann Franziska Weber | 1 min 34 s 834  |

## Tableau des médailles
Épreuves officielles uniquement.
| Rang  | Nation      | Or | Argent | Bronze | Total |
| ----- | ----------- | -- | ------ | ------ | ----- |
| 1     | Hongrie     | 6  | 3      | 2      | 11    |
| 2     | Biélorussie | 5  | 5      | 3      | 13    |
| 3     | Allemagne   | 4  | 4      | 1      | 9     |
| 4     | Russie      | 4  | 1      | 4      | 9     |
| 5     | Azerbaïdjan | 2  | 1      | 0      | 3     |
| 6     | Pologne     | 1  | 2      | 3      | 6     |
| 7     | Roumanie    | 1  | 1      | 2      | 4     |
| 8     | Royaume-Uni | 1  | 1      | 1      | 3     |
| 9     | Portugal    | 1  | 0      | 3      | 4     |
| 10    | Lituanie    | 1  | 0      | 0      | 1     |
| 11    | Espagne     | 0  | 3      | 1      | 4     |
| 12    | Ukraine     | 0  | 1      | 2      | 3     |
| 13    | Suède       | 0  | 1      | 1      | 2     |
| 14    | Norvège     | 0  | 1      | 0      | 1     |
| 14    | Serbie      | 0  | 1      | 0      | 1     |
| 14    | Slovaquie   | 0  | 1      | 0      | 1     |
| 17    | Danemark    | 0  | 0      | 2      | 2     |
| 18    | Tchéquie    | 0  | 0      | 1      | 1     |
| Total | Total       | 26 | 26     | 26     | 78    |

## Sources
- Résultats officiels
- Site Sportline.hu